# Брунталь (Чехия)
Брунталь (чеш. Bruntál, до 1945 года Фройденталь, нем. Freudenthal) — город в Чехии в Моравскосилезском крае, административный центр одноимённого района.

## История
Впервые город упоминается в хартии, изданной богемским королём Пржемыслом Оттокаром I в 1223 году: там сказано, что Брунталь был первым чешским городом, в котором за десять лет до издания хартии было введено Магдебургское право. Рост города в Средневековье был связан с тем, что в его окрестностях велась добыча драгоценных металлов.
Изначально Брунталь входил в Моравскую марку, однако в конце XIII — начале XIV веков перешёл под контроль Опавского княжества. Во время Тридцатилетней войны император Фердинанд II конфисковал город у его прежних владельцев за поддержку противной стороны, и передал его своему брату Карлу I, который был великим магистром Тевтонского ордена. С 1625 года в городе было учреждено лейтенантство Ордена.
После Первой мировой войны в результате распада Австро-Венгрии город оказался в составе Чехословакии.

## Население
| Год  | Численность | Численность |
| ---- | ----------- | ----------- |
| 1869 | 6440        | [ 2 ]       |
| 1880 | 7595        | [ 2 ]       |
| 1890 | 8219        | [ 6 ]       |
| 1900 | 7759        | [ 2 ]       |
| 1910 | 8861        | [ 6 ]       |
| 1921 | 8210        | [ 2 ]       |
| 1930 | 9676        | [ 2 ]       |
| 1950 | 7623        | [ 6 ]       |
| 1961 | 8239        | [ 6 ]       |
| 1970 | 9686        | [ 6 ]       |
| 1980 | 17 062      | [ 2 ]       |
| 1991 | 16 829      | [ 2 ]       |
| 2001 | 16 625      | [ 2 ]       |
| 2014 | 16 913      | [ 7 ]       |
| 2016 | 16 654      | [ 8 ]       |
| 2017 | 16 583      | [ 9 ]       |
| 2018 | 16 495      | [ 10 ]      |
| 2019 | 16 408      | [ 11 ]      |
| 2020 | 16 138      | [ 12 ]      |
| 2021 | 15 908      | [ 13 ]      |
| 2022 | 15 523      | [ 14 ]      |
| 2023 | 15 415      | [ 15 ]      |
| 2024 | 15 244      | [ 4 ]       |

## Города-побратимы
- Бюдинген, Германия
- Зебниц, Германия
- Кастелларано, Италия
- Мемминген, Германия (24 июня 1956)[16]
- Ополе, Польша (8 декабря 1997)[17]
- Плунге, Литва
- Штурово, Словакия